# Руденко, Николай Васильевич
Николай Васильевич Руденко (1 января 1924 — 19 мая 1999) — участник Великой Отечественной войны, бригадир Туровской МТС Туровского района Гомельской области, Белорусская ССР. Герой Социалистического Труда (18.01.1958).

## Биография
Родился 1 января 1924 года в деревне Святое Городецкой волости Рогачёвского уезда Гомельской губернии РСФСР, ныне агрогородок Кирово, центр Кировского сельсовета Жлобинского района Гомельской области Белоруссии. Из крестьян. Белорус.
Получил неполное среднее образование. Подростком начал трудовую жизнь, рано приобщившись к нелёгкому крестьянскому труду. Окончил школу фабрично-заводского ученичества (ФЗУ) в областном центре Белоруссии городе Могилёв. Работал на лесопильном заводе в украинском городе Днепропетровск (ныне — Днепр). В начале Великой Отечественной войны был эвакуирован в тыл, в Куйбышевскую (ныне — Самарскую) область. Пополнил коллектив Фрунзенской машинно-тракторной станции (МТС) в Большеглушицком районе области. Наравне со взрослыми самоотверженным трудом в поле вносил посильный вклад в трудовые успехи коллектива механизаторов. На практике успешно осваивал тракторное дело, обеспечивая фронт продуктами сельского хозяйства.
В июле 1942 года был призван в ряды Красной армии Большеглушицким райвоенкоматом Куйбышевской области. В действующей армии — с февраля 1943 года. Был трижды ранен. В 1944 году — командир расчёта 3-й миномётной роты 3-го стрелкового батальона 1095-го стрелкового полка 324-й стрелковой дивизии (2-й Белорусский фронт), сержант. Во главе расчёта участвовал в освобождении родной Белоруссии в ходе Минской наступательной операции (составной части Белорусской стратегической операции) летом 1944 года. В боях по уничтожению окружённой группировки противника в районе деревни Амховая Смолевичского района Минской области показал себя смелым, решительным и мужественным командиром при отражении двух немецких контратак, за что был награждён медалью «За отвагу».
В последующих боях в составе 324-й стрелковой дивизии был тяжело ранен (в третий раз). Находился на излечении в эвакуационном госпитале № 2772 в городе Пенза, на фронт больше не вернулся. По выздоровлении 3 ноября 1944 года направлен для продолжения службы в 103-й запасный стрелковый полк 37-й запасной стрелковой дивизии, дислоцировавшейся в районе станции Селикса на территории Пензенской области. Оттуда 12 января 1945 года убыл на учёбу в Казанское танковое училище (ныне — Казанское высшее танковое командное училище).
После Победы продолжал службу в Красной армии. В 1946 году был демобилизован и вернулся в Белоруссию. Обучался в Могилёвской школе механизации сельского хозяйства (деревня Буйничи Могилёвского района Могилёвской области) — ныне Могилёвский государственный ордена Трудового Красного Знамени профессиональный агролесотехнический колледж имени ого. По окончании учёбы в 1947 году приехал на жительство в городской посёлок Туров, центре Туровского района Полесской области. Здесь обзавёлся семьёй, построил дом и заложил сад. Был принят на работу в Туровскую МТС механизатором. В 1948 году вступил в ВКП(б)/КПСС.
Полюбил свой труд всей душой. Работал на земле, как и воевал, — самоотверженно, старательно. Весной на тракторе развозил удобрения по полям, пахал и сеял. С началом лета активно участвовал в косовице. Когда подходило время жатвы, пересаживался на комбайн. При высоком качестве полевых работ постоянно перевыполнял свои сменные задания. После страды переходил на уборку картофеля, сеял озимые культуры, заготавливал корма и поднимал на тракторе зябь. В зимний период был задействован на различных работах. Проявил себя инициативным работником и хорошим организатором сельскохозяйственного производства, продолжив работать в МТС бригадиром тракторной бригады.
С началом, так называемой, кукурузной кампании в конце 1950-х годов в колхозе начали выращивать новую для хозяйства полевую культуру — маис, или кукурузу сахарную. 
Для изучения передового опыта Николай Васильевич ездил к мастерам Воронежской области, а после возвращения на практике стал осваивать агротехнику кукурузы, постепенно приобретая нужный опыт и творчески перенимая прогрессивные приёмы работы. В скором времени его бригада добилась выдающихся показателей при возделывании ценной силосной культуры, получая по 700—800 центнеров зелёной массы с гектара.
Указом Президиума Верховного Совета СССР от 18 января 1958 года за выдающиеся успехи, достигнутые в деле развития сельского хозяйства по производству зерна, картофеля, льна, мяса, молока и других продуктов сельского хозяйства, и внедрение в производство достижений науки и передового опыта Руденко Николаю Васильевичу присвоено звание Героя Социалистического Труда с вручением ордена Ленина и золотой медали «Серп и Молот».
После упразднения системы МТС в 1958 году Николай Васильевич перешёл работать бригадиром тракторной бригады, затем механиком в колхоз «Новое житьё» («Новая жизнь») с центром в Турове. Он принимал неоднократное участие в работе Всесоюзной сельскохозяйственной выставки (с 1959 года — Выставки достижений народного хозяйства СССР), был отмечен дипломами и медалями Главного выставочного комитета. За достигнутые успехи по внедрению механизации в сельскохозяйственное производство был удостоен звания «Заслуженный механизатор сельского хозяйства Белорусской ССР».
С 1967 года работал председателем Туровского поселкового Совета депутатов трудящихся. Добросовестной работой в новой должности приложил много сил и энергии, чтобы быть достойным слугой народа. Возглавляемый Руденко поссовет проделал большую работу по благоустройству Турова, укреплению материальной базы учреждений образования, расширению сети сельских культурно-бытовых объектов.
Избирался членом Ревизионной комиссии (1960—1961), Гомельского обкома, Туровского и Житковичского райкомов Компартии Белоруссии, депутатом Житковичского районного и Туровского поселкового Советов депутатов трудящихся. Делегат XXIV (1960) съезда КП Белоруссии.
В 1972 или 1973 году он вернулся в колхоз «Новая жизнь» (ныне — ОАО «Туровщина») к работе механиком. Активно занялся наставничеством, через его школу прошли десятки молодых механизаторов, благодаря его поддержке настойчиво овладевали новейшей, более мощной техникой, показывали образцы самоотверженного и высокопроизводительного труда. В 1984 году вышел на заслуженный отдых.
Проживал в городском посёлке Туров Житковичского района Гомельской области. 
Умер 19 мая 1999 года. Похоронен Жлобинский район Гомельской области Белоруссии.

## Награды
- Золотая медаль «Серп и Молот» (20.05.1952)
- Орден Ленина (20.05.1952)
- Орден Отечественной войны I степени (11.03.1985)[3]
- Медаль «За отвагу» (СССР)  (16.07.1944)[2]
- Медаль «За боевые заслуги»  (26.06.1944)[4]
- Медаль «В ознаменование 100-летия со дня рождения Владимира Ильича Ленина» (6 апреля 1970)
- Медаль «За доблестный труд»
- Медаль «За победу над Германией в Великой Отечественной войне 1941—1945 гг.» (9 мая 1945[5])
- Юбилейная медаль «Двадцать лет Победы в Великой Отечественной войне 1941—1945 гг.» (7 мая 1965[6])
- Юбилейная медаль «Тридцать лет Победы в Великой Отечественной войне 1941—1945 гг.»[7]
- Медаль «Сорок лет Победы в Великой Отечественной войне 1941-1945 гг.»[8]
- Медаль Жукова (1994)
- Юбилейная медаль «50 лет Победы в Великой Отечественной войне 1941—1945 гг.»[9]
- Медаль «Ветеран труда»
- Медаль «30 лет Советской Армии и Флота»[10]
- Юбилейная медаль «40 лет Вооружённых Сил СССР»[11]
- Юбилейная медаль «50 лет Вооружённых Сил СССР» (26 декабря 1967[12])
- Юбилейная медаль «60 лет Вооружённых Сил СССР» (28 января 1978[13])
- Юбилейная медаль «70 лет Вооружённых Сил СССР» (28 января 1988[14])
- Знак «Гвардия»
- Знак МО СССР «25 лет Победы в Великой Отечественной войне» (24 апреля 1970)

- Заслуженный механизатор сельского хозяйства Белорусской ССР (08.04.1963).

## Память
- На могиле установлен надгробный памятник.
- Его имя увековечено в Главном Храме Вооружённых сил России, и навсегда запечатлено на мемориале «Дорога памяти»